# Blu Cantrell
Blu Cantrell, właściwie Tiffany Cobb (ur. 16 marca 1976 w Lanett) – amerykańska piosenkarka R&B.
W 2003 jej piosenka "Breathe", którą nagrała wspólnie z jamajskim wokalistą dancehall i reggae Seanem Paulem, zajmowała pierwsze miejsca na listach przebojów w różnych krajach.

## Dyskografia

### Albumy
- 2001: So Blu
- 2003: Bittersweet
- 2004: From LA to LO
- 2006: Baby Blu

### Single
- 2001: "Hit'Em Up Style"
- 2001: "I'll Find a Way"
- 2002: "Round Up" (feat. Lady May)
- 2003: "Breathe" (feat. Sean Paul)
- 2004: "Make Me Wanna Scream"
- 2005: "The Cha Cha"